# Lingue italiche
Le lingue italiche sono lingue indoeuropee parlate da popoli italici stanziati nella penisola a partire dal I millennio a.C., probabilmente discendenti dalla lingua proto-italica.
Un tempo considerate un ramo unitario delle lingue indoeuropee, parallela ad altri suoi sottogruppi, in realtà potrebbero costituire due distinti rami della famiglia indoeuropea, entrambi attestati esclusivamente in territorio italico e, di conseguenza, avvicinate da fenomeni di convergenza. Geneticamente, tuttavia, la moderna indoeuropeistica è incline a ritenere che le due branche abbiano avuto un'origine indipendente, quali evoluzioni separate di un vasto continuum indoeuropeo presente in Europa centrale fin dall'inizio del III millennio a.C..

## Filogenesi

### Storia della filogenesi
A detta di alcuni autori, l'etichetta di "lingue italiche" potrebbe essere applicata, sensu lato, a qualsiasi lingua parlata nella regione italiana nell'antichità, sia essa di ceppo indoeuropeo o no: in questo senso ampio, sarebbero da considerarsi lingue italiche anche alcune parlate da popolazioni insistenti nella penisola italiana ma comunemente ritenute non indoeuropee, quali l'etrusco, il retico e la lingua della Stele di Novilara; il ligure è di attribuzione controversa, mentre troppo scarse sono le conoscenze sul sicano e l'elimo per consentire ipotesi ragionevolmente fondate. A rigore, tuttavia, si riserva l'espressione di "Lingue italiche" alle sole lingue indoeuropee parlate anticamente in Italia e non appartenenti ad altre famiglie indoeuropee, escludendo quindi ad esempio il messapico, l'illirico, nonché celtiche quali il gallico e il leponzio.
Inizialmente, gli indoeuropeisti erano stati inclini a postulare, per le varie lingue indoeuropee dell'Italia antica, un'appartenenza a una famiglia linguistica unitaria, parallela per esempio a quella celtica o germanica; caposcuola di questa ipotesi è considerato Antoine Meillet (1866-1936). A partire dall'opera di Alois Walde (1869-1924), però, questo schema unitario è stato sottoposto a critica radicale; decisive, in questo senso, sono state le argomentazioni addotte da Vittore Pisani (1899-1990) e, in seguito, anche da Giacomo Devoto (1897-1974), che ha postulato l'esistenza di due distinti rami indoeuropei (probabilmente uno di origine ario-europea) nei quali è possibile inscrivere le lingue italiche. Le diverse ipotesi relative all'esistenza di due diverse famiglie indoeuropee, variamente riformulate negli anni successivi alla seconda guerra mondiale, si sono poi definitivamente imposte, anche se i tratti specifici che le separano o le avvicinano, nonché i processi esatti di formazione e di penetrazione in Italia, restano ancora oggetto di ricerca da parte della linguistica storica.

### L'albero della famiglia linguistica italica
Generalmente condiviso, oggi, è uno schema che individua due famiglie linguistiche tradizionalmente raccolte sotto l'etichetta di "lingue italiche". È stata inoltre ricostruita la lingua originaria del ramo, chiamata lingua proto-italica.
- le Lingue osco-umbre o sabelliche, talvolta indicate come "lingue italiche" in senso stretto, o italiche orientali, che includono:
  - la lingua osca, parlata nella regione centro meridionale della penisola italiana.
    - lingua marrucina
    - lingua peligna
    - lingua sabina

  - lingua umbra (da non confondere con i moderni dialetti umbri), parlata nella regione centro settentrionale della penisola italiana.
    - lingua marsa
    - lingua picena meridionale
    - lingua volsca

  - una serie di dialetti minori imparentati con l'osco e derivanti in gran parte dall'umbro tra cui i cosiddetti dialetti umbro-sabellici dei quali però, a causa dell'esiguità delle testimonianze, non è stato possibile testimoniare il sottoinsieme dialettale:
    - lingua vestina
    - dialetto ernico
    - dialetto equo
- le Lingue latino-falische, anche dette italiche occidentali, che comprendono:
  - Lingua falisca, parlata nella zona intorno a Falerii Veteres (la moderna Civita Castellana) a nord della città di Roma.
  - Lingua latina, parlata nella parte centroccidentale della penisola italiana, poi diffusa dalle conquiste romane nell'Impero ed oltre.
  - Lingua venetica, parlata nella parte nordorientale della penisola italiana dai Veneti antichi.
  - Lingua sicula, parlata nella Sicilia orientale dai Siculi.

## Quadro storico

Mappa delle lingue parlate in Italia intorno al 400 a.C.

I locutori delle lingue italiche si stabilirono nell'omonima penisola verso la fine del II millennio a.C. Archeologicamente, la cultura appenninica (inumazione) penetra nella penisola italiana a partire ca. dal II millennio a.C., da est verso ovest; la cultura dei campi di urne raggiunge l'Italia ca. dal 1100 a.C., con la cultura protovillanoviana (cremazione), penetrando da nord a sud. Prima dell'arrivo degli Italici, l'Italia era popolata soprattutto da gruppi non Indo-Europei (forse compresi gli Etruschi). I primi insediamenti sul Palatino datano a ca. il 750 a.C., gli insediamenti sul Quirinale a ca. il 720 a.C. (cfr. Fondazione di Roma).
Le lingue italiche sono attestate per la prima volta da iscrizioni latine che datano al VI o V secolo a.C. Gli alfabeti usati sono basati sul vecchio alfabeto italico, che è basato sull'alfabeto greco. Le lingue Italiche mostrano comunque influenze minori dalla lingua etrusca e maggiori dal Greco antico.
Appena Roma estese il suo dominio politico sull'intera penisola italiana, il latino divenne dominante sulle altre lingue italiche, che cessarono completamente di essere parlate forse nel I secolo d.C. Dal cosiddetto latino volgare emersero le lingue romanze o neolatine.
L'antica lingua venetica, come rivelato dalle iscrizioni (che comprendono anche frasi complete) è considerata da molti linguisti essere molto vicino alle lingue Italiche e considerata come Italica. 

### Lingua osca
Osco è il glottonimo con il quale viene indicata la lingua dei Sanniti, lingua poi estesa a gran parte dell'Italia meridionale dopo l'espansione delle genti sannitiche in queste zone. I Sanniti erano popolazione assai affine ai Sabini e ai Sabelli, come il nome stesso dichiara; oltre ai Sanniti in senso stretto, appartenevano a questo ramo anche i Frentani e gli Irpini. L'osco fu, dunque, parlato in Lucania, nel Bruzio (tranne sulla costa, sulla quale erano da tempo stanziati i Greci) e a Messina in Sicilia, in seguito all'impresa dei Mamertini.
I Sanniti occuparono anche la Campania (nel 423 a.C. Capua e nel 420 a.C. Cuma): in questa occasione sottomisero la popolazione degli Opici, di origine non sannitica, a cui tolsero il nome, che fu pure dato alla loro lingua. Oltre le notizie degli antichi, anche taluni vasi di terracotta con epigrafi etrusche ed osche etruschizzanti e nelle quali spesso è incerto decidersi per l'osco o per l'etrusco, ci inducono a ritenere che la Campania dall'VIII secolo a.C. fino alla conquista sannitica fosse qua e là abitata da Etruschi, che esercitarono un certo predominio su tutta la regione.
Nel corso del IV secolo a.C. anche buona parte dell'Apulia fu occupata; ne è data testimonianza dalle legende delle monete coniate localmente, le quali mostrano costantemente iscrizioni in lingua osca, sebbene in molte parti della regione le legende sono trilingui (in osco, greco e messapico).
L'osco ci è noto per circa 230 iscrizioni, delle quali molte contengono solo nomi propri, altre sono mutile. Le più estese sono la Tabula Bantina (iscr.17), il Cippus Abellanus (iscr.127) e la lamina di piombo di Capua (iscr.128).
Differenze dialettali nell'osco si trovano specialmente in Capua e in Bantia; talune sono dovute alla varia grafia, altre sono maggiori, tanto che il Bantino forma una varietà dialettale a sé e in minor grado del Capuano. L'osco si conservò fin presso il principio dell'era volgare e in Pompei fino alla distruzione della città (79 d.C.), ma pare che sia scomparso dall'uso ufficiale fin dalla guerra sociale (88 a.C.) per cedere il posto al latino.
Sabelli erano non solo i Marsi, i Peligni, i Marrucini e i Vestini, ma anche tutte le popolazioni tra i Sanniti e gli Umbri, e perciò anche gli Ernici, gli Equicoli, i Sabini, i Prettuzi e i Piceni. Di questi popoli non si hanno quasi documenti epigrafici, e quei pochi giunti fino ai giorni nostri sono scarsissimi, però sembra che il loro dialetto fosse intermedio fra l'osco e l'umbro, avvicinandosi di più all'osco. Già al tempo di Varrone (prima metà del I secolo a.C.) il sabino s'era assai latinizzato, e forse un po' più tardi il peligno, il marso e gli altri dialetti cedettero il campo al latino.

### Lingua umbra
L'umbro ci è noto per i più estesi documenti dei dialetti di cui ci occupiamo: le tavole di bronzo di Gubbio (Tabulae Iguvinae) ed inoltre per alcune brevi iscrizioni di altre località umbre e monete di Iguvium e Tuder. Le Tabulae Iguvinae sono sette e scritte, fuorché la terza e la quarta, sulle due facciate; esse contengono prescrizioni per il collegio sacerdotale degli Atiedii di Iguvium, specialmente per il rituale dei sacrifici. Le tavole Ia - Va e le prime sette linee della Vb sono scritte in alfabeto umbro. Il rimanente in alfabeto latino. Le prime sono dette paleoumbre, quelle scritte alla latina neoumbre. Tra di esse le differenze di lingua sono dovute in gran parte alla diversità della grafia, giacché l'alfabeto nazionale umbro non aveva segni per o, g, d e spesso scriveva p per b e il paleoumbro ř nel neoumbro è reso con rs. A quanto sembra, l'umbro si conservò fino al principio dell'era volgare e nelle contrade remote e nelle valli dell'Appennino non era ancora totalmente spento nei primi secoli dopo Cristo.